# Städtisches Museum Odessa für persönliche Sammlungen von Oleksandr Bleschtschunow
Das Städtische Museum Odessa für persönliche Sammlungen von Oleksandr Bleschtschunow ist das erste Museum für persönliche Sammlungen in der Ukraine, das aus der Sammlung des Bergsteigers und Sammlers Oleksandr Bleschtschunow und anderen Odessa-Sammlern entstanden ist.

## Oleksandr Bleschtschunow und die Geschichte der Museumssammlung
Der in Charkiw geborene Oleksandr Wolodymyrowytsch Bleschtschunow (1914–1991) lebte in Odessa und war Leiter der Bergsteigerabteilung. Sein Leben lang sammelte er interessante, ungewöhnliche und exotische Dinge. Er schenkte der Stadt seine eigenen Sammlungen mit Ergänzungen aus Privatsammlungen anderer Odessaer Einwohner.
Aufgrund der schwierigen Sammelbedingungen und der misstrauischen Haltung gegenüber Sammlern in der Sowjetunion hatte die Sammlung nie einen systematischen Charakter. Dies hinderte ihn nicht daran, für die Sammlung sowohl typische Sammlungsgegenstände der damaligen Zeit (Ikonen, Messingkreuze und Reliefs mit sakralen Themen, Alltagsporzellan, antike Möbel) als auch einige Gemälde, Kabinettskulpturen und Antiquitäten zu erwerben. Das Museum der persönlichen Sammlungen legt seinen Schwerpunkt weniger auf den künstlerischen, sondern mehr auf den dekorativen und praktischen Charakter der Sammlungen, der sowohl in Odessa selbst als auch auf dem Territorium der Ukraine nicht oft zu finden ist.
Der Museumsbestand umfasst etwa 10.000 Exponate.

## Belege
1. 1 2  WWW.Odessa.UA - Официальный сайт города Одесса / Музеи Одессы / Одесский муниципальный музей личных коллекций им. А.В. Блещунова. 17. Dezember 2013, archiviert vom Original am 17. Dezember 2013; abgerufen am 14. Januar 2024.  Info: Der Archivlink wurde automatisch eingesetzt und noch nicht geprüft. Bitte prüfe Original- und Archivlink gemäß Anleitung und entferne dann diesen Hinweis.